# Castellologie

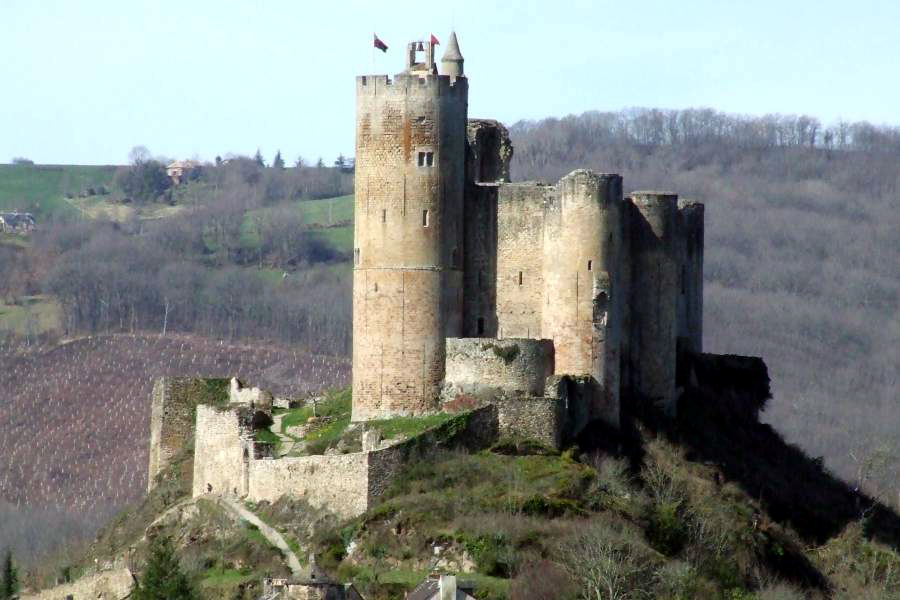
Le château de Najac

La castellologie (du latin « castellum », château) est l'étude des châteaux du Moyen Âge  (plus précisément du Xe au XVe siècle) et, par extension, des autres fortifications de cette époque. Elle s'intéresse à l'évolution, la fonction, la forme et les relations avec l'environnement des châteaux.
Le castellologue est le spécialiste en castellologie.

## Présentation
Cette discipline prend son essor et se trouve un nom au cours des  années 1960. Elle intègre la poliorcétique pour une part, mais s'intéresse également aux techniques de construction et aux parties habitables (logis seigneurial).
Pour la castellologie, le château est vu comme un édifice aristocratique remplissant trois fonctions principales : la défense, la résidence et le symbolisme. 
C'est essentiellement Michel de Boüard et ses élèves, au sein de l'Institut d'archéologie médiévale de Caen, qui ont établi cette discipline en France.
Selon les lieux et les époques des groupes caractéristiques de fortifications sont apparus :
- Mottes féodales ;
- Fortifications des croisades : ex. Krak des Chevaliers ;
- architecture philipienne du XIIIe siècle (due au roi de France Philippe Auguste) : ex. le Louvre ;
- architecture plantagenêt ou normande (en Aquitaine, en Écosse et au Pays de Galles), ex. Caernarfon, Beaumaris ;
- châteaux clémentins (érigés par le Pape Clément V et sa parenté) : ex. Palais des Papes.

Elle distingue également plusieurs types de châteaux : 
- le château ;
- le petit château (édifice de la moyenne aristocratie qui cherche à imiter celui des grands seigneurs) ;
- la maison forte (constituée d'un seul élément) ;
- les autres résidences aristocratiques.